# Eric Holt-Giménez
Eric Holt-Giménez är en agroekolog, politisk ekonom, föreläsare och författare. Från 1975 till 2002 arbetade han i Mexiko, Centralamerika och Södra Afrika med hållbar utveckling av jordbruket. Under denna tid hjälpte han till att starta rörelsen Campesino a Campesino (bonde till bonde). Han återvände till USA två gånger under denna period: en gång för sin master i Internationell jordbruksutveckling (UC Davis, 1981) och sedan för sin doktorsavhandling i miljövetenskap (UC Santa Cruz, 2002). Hans avhandling låg till grund för hans första bok Campesino a Campesino: Röster från bonde-till-bonde rörelsen för ett hållbart jordbruk i Latinamerika. Efter att ha fått sin doktorstitel med fokus på agroekologi och politisk ekonomi, undervisade han som universitetslektor vid UC Santa Cruz och Boston University på Internationella programmet i global ekologi. I Italien ger han årligen kurser i förändring av livsmedelssystemet och om sociala rörelser inom masterprogrammet på University of Gastronomic Sciences i Pollenzo (slow food) och inom forskarutbildningen vid Universidad de Antioquia i Medellín, Colombia. Hans forskning har presenterats i The New York Times, The Herald Tribune, Le Monde Diplomatique, La Jornada och Des Moines Register. Han har en blogg på Huffington Post.
Under åren 2004-2006 var han programkoordinator i Latinamerika för Bank Information Center i Washington, D.C. Hans banbrytande arbete, Land-Gold-Reform: The Territorial Restructuring of the Guatemalan Highlands (som publicerats på engelska, spanska och portugisiska), länkar kampen mot utvinningsindustrin med kampen för land i Latinamerika och är en produkt av denna erfarenhet. I juni 2006, var han anställd som verkställande direktör för Food First (Institute for Food and Development Policy), en tankesmedja som startades av Frances Moore Lappé 1975. Han är specialiserad på miljö, regionala studier, utvecklingsstudier, agroekologi och hungerns politiska ekonomi. Han har ett nära samarbete med sociala rörelser i USA och internationellt och hävdar att, "framgångsrika sociala rörelser skapas genom att integrera aktivism med försörjning. Dessa integrerade rörelser skapar det djupa varaktiga sociala tryck som producerar politisk vilja—nyckeln för att ändra de ekonomiska, statliga och marknadsmässiga strukturer som för närvarande motarbetar hållbarhet." Walden Bello är en särskild förespråkare för vikten av Giménez arbete, med hänvisning till honom som en av världens mest "framstående kritiker av det globala livsmedelssystemet".

## Publikationer
- Eric Holt-Gimenez and Annie Shattuck, "Food Crises, food regimes and food movements: rumblings of reform or tides of transformation?", The Journal of Peasant Studies. Vol. 38, No. 1, January 2011, 109–144. Reprinted as "Food Security, Food Justice, or Food Sovereignty? Crises, Food Movements, and Regime Change", in Alison Hope Alkon and Julian Agyeman, (eds.), Cultivating Food Justice: Race, Class, and Sustainability, Cambridge: MIT Press,(2011), pp. 309–30.
- Eric Holt-Giménez Guest Editor; Roland Bunch; Jorge Irán Vasquez; John Wilson; Michel P. Pimbert; Bary Boukary; Cathleen Kneen, "Linking farmers' movements for advocacy and practice", The Journal of Peasant Studies. Vol. 37, No. 1, January 2010, 203–236
- With Raj Patel, Food Rebellions!Crisis and the hunger for justice, Food First/Grassroots international/Fahamu Books, (2009)
- Territorial Restructuring and the Grounding of Agrarian Reform: Indigenous Communities, Gold Mining and the World Bank, Transnational Institute and 11.11.11, Series editors: Jun Borras, Jennifer Franco, Sofia Monsalve and Armin Paasch (2009)
- Campesino a Campesino: Voices from the farmer-to-farmer movement for sustainable agriculture in Latin America, 300 pp., Food First, Oakland (2006).
- Holt-Giménez, Eric. A Foodie's Guide to Capitalism: Understanding the Political Economy of What We Eat. Monthly Review Press, 2017.

## Andra medier
- Changing Course, en 18-minuters videodokumentär om den deltagande forskningsstudien: "Measuring Farmers’ Agroecological resistance to Hurricane Mitch in Central America", World Neighbors/Note Bene Productions, New York, 1999 (engelska och spanska)
- Campesino a Campesino, 30 minuters videodokumentär om jordbrukare till jordbrukare, bonderörelse för ett hållbart jordbruk, Alba Filmer, c.Union Nacional de Agricultores y Ganaderos, Managua, Nicaragua, 1991 (spanska)
- Families Beyond the Fence, 1-timmes videodokumentär om de ekonomiska och ekologiska problemen mexikanska bondefamiljer står inför, Pearson-Glaser Produktioner, 1980

## Artiklar
- "From peasant to peasant", ILEIA Newsletter, 8 nº 2,  July 1992
- "From Food Crisis to Food Sovereignty: The Challenge of Social Movements", Monthly Review, July/August, 2009
- Biofuels: "The Five Myths of the Agro-fuels Transition"
- "FAO’s Food Crisis Summit versus the People’s State of Emergency"
- "The Biofuels Myth", New York Times, July 10, 2007
- "New Green Revolution and world food prices" (with Raj Patel)
- "Fair to the Last Drop: The Corporate Challenges to Fair Trade Coffee", Food First Development Report No 17, November 2007
- "LAND – GOLD – REFORM The Territorial Restructuring of Guatemala's Highlands", Food First Development Report No 16, September 2007 (also in Portuguese and Spanish in Brazil and Peru)
- "Campesino a Campesino: Voices from the farmer-to-farmer movement for sustainable agriculture in Latin America", 300 pp., Food First, Oakland (2006).
- "Measuring farmers' agroecological resistance after Hurricane Mitch in Nicaragua: a case study in participatory, sustainable land management impact monitoring". Agriculture, Ecosystems & Environment 93: 87-105, Amsterdam, (2002).
- "Measuring farmers’ agroecological resistance to Hurricane Mitch in Central America: Participatory action research for sustainable agricultural development", Gatekeeper Series, International Institute for Environment and Development, London (2002).